# Italienisches Kernwaffenprogramm
Ein italienisches Kernwaffenprogramm gab es, mit Unterbrechungen, zwischen 1948 und 1975. Führende Rollen in diesem Programm spielten unter anderem die Vereinigten Staaten und die italienische Marine. Italien hat den Atomwaffensperrvertrag am 2. Mai 1975 ratifiziert.

## Geschichte
Im Jahr 1948 wurde an der Marineakademie Livorno mit einigen Offizieren, Hochschullehrern und jungen Wissenschaftlern eine Arbeitsgruppe gebildet, die den Bau eines Forschungsreaktors, die Aus- und Fortbildung von Spezialisten sowie die Entwicklung von Schiffsreaktoren und Kernwaffen vorbereiten sollte. Die Tätigkeit der Arbeitsgruppe verlief wegen politischer und streitkräfteinterner Widerstände im Sande. Einige Jahre später nahm man das Projekt wieder auf: 1956 entstand in Zusammenarbeit mit der Universität Pisa bei der Marineakademie das „Zentrum für militärische Anwendungen der Nuklearenergie“ (CAMEN – Centro per le Applicazioni Militari dell’Energia Nucleare). Im Jahr 1961 wurde das CAMEN nach San Piero a Grado verlegt, in das dort gelegene Waldgebiet von San Rossore zwischen Livorno und Pisa (⊙). In diesem ehemaligen Jagdrevier der Könige von Italien hatte man 1952 das US-amerikanische Militärdepot Camp Darby eingerichtet, das ab Ende der 1950er Jahre eine Rolle hinsichtlich der nuklearen Teilhabe Italiens spielte. Mit amerikanischer Unterstützung wurde im unmittelbar nördlich von Camp Darby gelegenen CAMEN am 4. April 1963 der Forschungsreaktor RTS-1 Galileo Galilei in Betrieb genommen.
Gründe für die nuklearen Ambitionen der italienischen Marine waren die Ende der 1950er Jahre anlaufende Einbindung der beiden anderen Teilstreitkräfte in die nukleare Teilhabe, die von Charles de Gaulle 1958 abgebrochenen Verhandlungen zwischen Frankreich, der BR Deutschland und Italien über ein gemeinsames Kernwaffenprogramm (mit dem man die US-Kontrolle über die Atomsprengköpfe überwinden wollte), die Kernwaffenprogramme anderer europäischer Staaten (darunter Jugoslawien, Rumänien und die Schweiz) sowie die Einstellung der amerikanischen Unterstützung italienischer Mittelstreckenraketen- und Atom-U-Boot-Pläne.

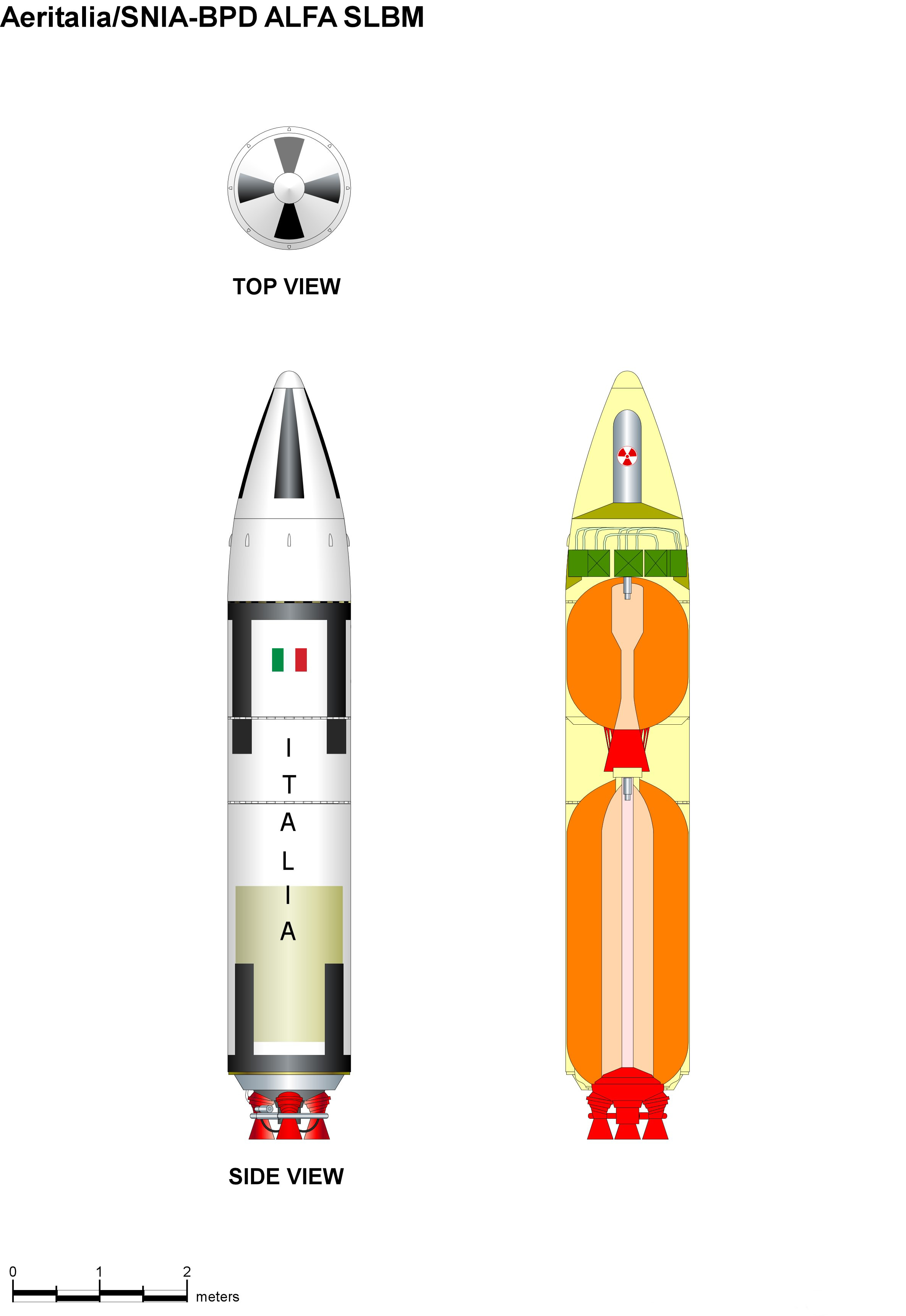
Italienische Alfa-Rakete

Ende der 1950er Jahre stellte das italienische Heer die 3. Raketenbrigade auf, der für ihre Honest-John-Raketen Atomsprengköpfe zugeteilt wurden, die jedoch unter amerikanischer Kontrolle verblieben. Vergleichbare Entwicklungen gab es bei der italienischen Luftwaffe in deren 1. Flugabwehrraketen-Brigade und bei einer kurzlebigen Flugkörper-Brigade mit Jupiter-Raketen im süditalienischen Gioia del Colle. Um von dieser Entwicklung nicht ausgeschlossen zu bleiben, begann die Marine 1957 mit dem Umbau des Kreuzers Giuseppe Garibaldi, der Silos für den Abschuss von Polaris-Raketen erhielt. Darüber hinaus wurde 1957 in Tarent das erste von zunächst zwei geplanten italienischen Atom-U-Booten auf Kiel gelegt. Unmittelbar nach dem Ende der Kubakrise stellten die USA ihre Unterstützung für diese Projekte ein: die Polaris-Raketen und die dazugehörigen Atomsprengköpfe wurden, von einigen Test-Raketen abgesehen, nie geliefert und darüber hinaus die Jupiter-Raketen aus Süditalien abgezogen. Der Bau des Atom-U-Bootes Guglielmo Marconi musste abgebrochen werden. Nachdem 1964 auch die Multilateral-Force-Initiative eingestellt worden war, nahm Italien das nationale Kernwaffenprogramm am CAMEN wieder auf und startete mit Unterstützung des Wissenschaftlers Luigi Broglio, unter dessen Regie ab 1964 die ersten italienischen Satellitenstarts erfolgt waren, ein nationales Raketenprogramm als Ersatz für die Polaris-Raketen. 100 mit jeweils einem Atomsprengkopf versehene ballistische Mittelstreckenraketen des Typs Alfa waren als Ausrüstung für größere Kriegsschiffe und Atom-U-Boote geplant.
Italien trat 1968 dem Atomwaffensperrvertrag bei, ratifizierte ihn jedoch vorerst nicht, weil man beobachtete, dass einige europäische Staaten an ihrem Kernwaffenprogramm festhielten. Erst als Jugoslawien (scheinbar) sein Kernwaffenprogramm aufgab, ratifizierte Italien, auch auf amerikanischen Druck hin 1975 den Atomwaffensperrvertrag und stellte sein Kernwaffen- und Mittelstreckenraketen-Programm ein. Das CAMEN wurde in den folgenden Jahren zu einem militärischen Forschungszentrum mit anderen Schwerpunkten umgestaltet und trägt heute die Bezeichnung CISAM (Centro Interforze Studi per le Applicazioni Militari). Der Reaktor wurde am 7. März 1980 abgeschaltet. Die Entwicklungsarbeiten für die Alfa-Rakete flossen ins europäische Ariane-Raketenprojekt ein, in Teilen auch in die zunächst in Italien entwickelte Vega-Rakete.